# Kostel svaté Markéty (Bobrová)
Kostel svaté Markéty je filiální kostel v římskokatolické farnosti Bobrová, nachází se na návsi městyse Bobrová v části Dolní Bobrová. Kostel je jednolodní stavbou s gotickým jádrem, polygonálním závěrem s opěrnými pilíři a hranolovou věží na čelní straně. Kostel je chráněn jako kulturní památka České republiky.

## Historie

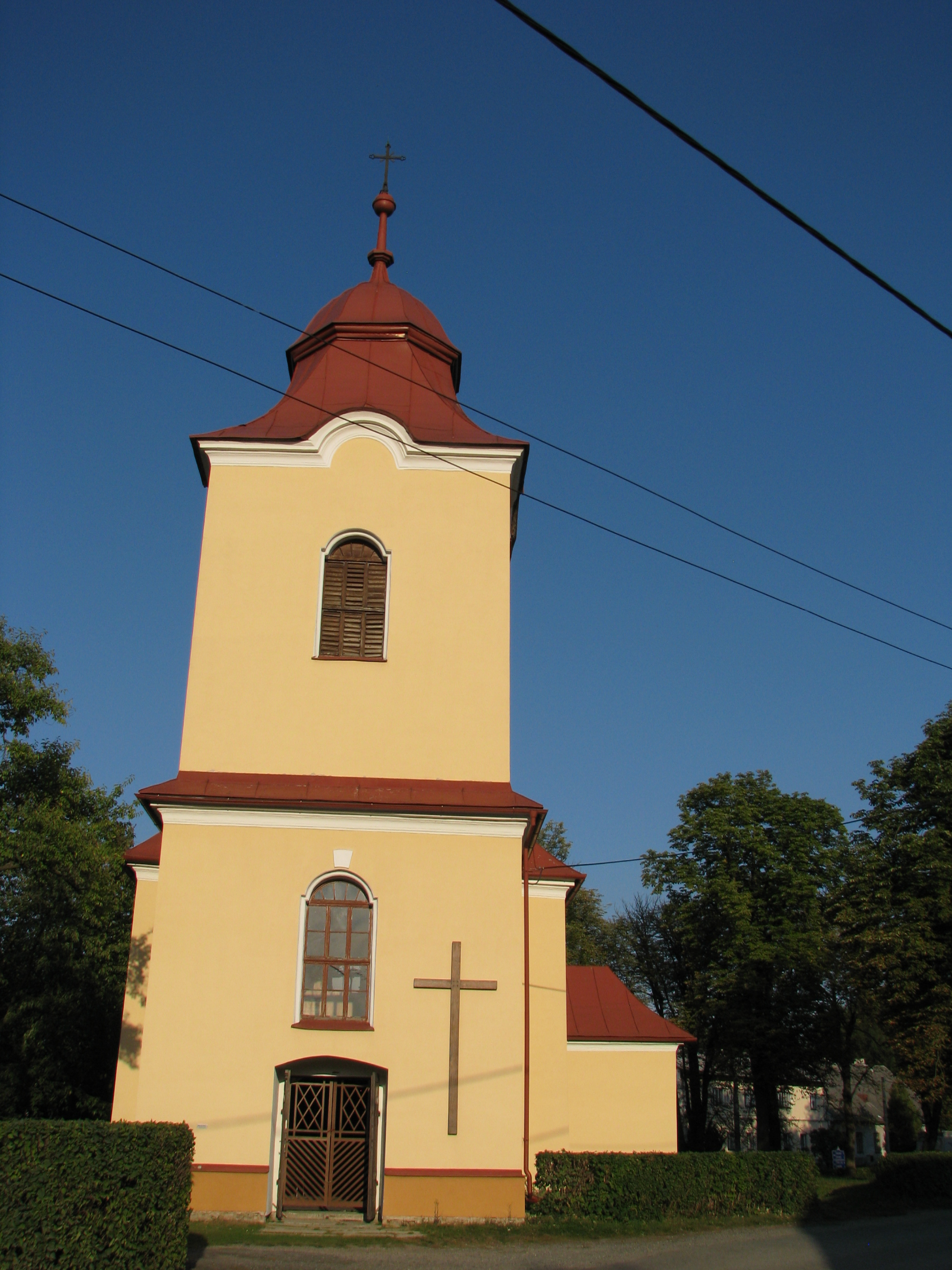
Vstupní průčelí kostela

Kostel byl postaven mezi lety 1250 a 1300 v gotickém slohu, součástí kostela jsou tři oltáře, jeden hlavní zasvěcený svaté Markétě a dva boční, zasvěcené Janu Nepomuckému a svatému Antonínovi, ty byly postaveny mezi lety 1880 a 1910. V kostele se nachází socha svaté Markéty od Ferdinanda Lichty z roku 1803, v roce 1818 pak byly také pořízeny varhany. Do roku 1860 stál kolem kostela hřbitov. V roce 2015 byl Pavlem Štylem připraven papírový model kostela svaté Markéty.